# Absurdistan
Absurdistan is de van reële namen (zoals Pakistan en Afghanistan) afgeleide aanduiding van een fictief land, dat van absurditeiten aan elkaar hangt. Men zegt Welkom in Absurdistan als men wil uitdrukken dat een bepaalde situatie onbegrijpelijk is. Omdat men zich bij Absurdistan een staat voorstelt, ligt het voor de hand vooral kritiek op de overheidsbureaucratie aan het begrip te verbinden.
Het is niet bekend door wie wanneer de term geïntroduceerd is, maar Gerrit Komrij gebruikt het woord in elk geval in de verzamelbundel De gelukkige schizo uit 1985. In de New York Times verschijnt het woord voor het eerst op 30 augustus 1990 in een artikel over Rusland: Moskou als hoofdstad van Absurdistan.

## Cultuur
- Abenteuer in Absurdistan met Mickey Mouse verscheen in 1993 in Duitsland als deel 189 van de stripreeks Walt Disneys Lustiges Taschenbuch. (Lett. 'geinig zakboekje', dat wil zeggen de Duitse Donald Duck pocketreeks.)
- In 1994 verscheen Welcome to Absurdistan: Ukraine, the Soviet disunion and the West (ISBN 096941255X) van von Lubomyr Luciuc
- Absurdistan is ook een lied van de Blind Passengers (verschenen als single en videoclip in 1995).
- De Oostenrijkse komische speelfilm Geboren in Absurdistan uit 1999 behandelt alledaags racisme
- België Absurdistan is een ironisch boek over België van de hand van Rik Vanwalleghem
- In het boek De Waanzinnige Uitvindingen van Professor Schroefjelos van Iain Smyth woont de uitvinder in Absurdistan.